# Міжконтинентальний кубок з футболу 1966
Міжконтинентальний кубок з футболу 1966 — 7-й розіграш турніру. Матчі відбулись 12 і 26 жовтня 1966 року між переможцем Кубка європейських чемпіонів 1965—1966 іспанським «Реал Мадрид» та переможцем Кубка Лібертадорес 1966 уругвайським «Пеньяроль». За підсумками обох ігор, набравши чотири очки титул володаря Міжконтинентального кубка вперше здобув «Естудьянтес».

## Команди
| Команда     | Кваліфікація                                      | Попередні участі* |
| ----------- | ------------------------------------------------- | ----------------- |
| Реал Мадрид | переможець Кубка європейських чемпіонів 1965—1966 | 1960, 1966, 1998  |
| Пеньяроль   | переможець Кубка Лібертадорес 1966                | 1960, 1961        |

* жирним позначено переможні роки.

## Матчі

### Перший матч
| 12 жовтня 1966 |

| Пеньяроль        | 2:0      | Реал Мадрид |
| ---------------- | -------- | ----------- |
| Спенсер 39', 74' | Протокол |             |

| Естадіо Сентенаріо, Монтевідео Глядачів: 58 324 Арбітр: Клаудіо Вікунья |

|  |  |

| В                |  | Ладислао Мазуркевич  |
| З                |  | Хуан Вісенте Лескано |
| З                |  | Луїс Альберто Варела |
| З                |  | Табаре Гонсалес      |
| ПЗ               |  | Нестор Гонсальвес    |
| ПЗ               |  | Омар Каетано         |
| ПЗ               |  | Хуліо Аббаді         |
| ПЗ               |  | Хуліо Сесар Кортес   |
| Н                |  | Альберто Спенсер     |
| Н                |  | Педро Роча           |
| Н                |  | Хуан Хоя             |
| Головний тренер: |  |                      |
| Роке Масполі     |  |                      |

| В                |  | Антоніо Бетанкорт       |
| З                |  | Пачин                   |
| З                |  | Мануель Санчіс Мартінес |
| З                |  | Фелікс Руїс             |
| З                |  | Піррі                   |
| ПЗ               |  | Педро де Феліпе         |
| ПЗ               |  | Фернандо Серена         |
| ПЗ               |  | Ігнасіо Соко            |
| ПЗ               |  | Мануель Веласкес        |
| Н                |  | Амансіо Амаро           |
| Н                |  | Мануель Буено           |
| Головний тренер: |  |                         |
| Мігель Муньйос   |  |                         |

### Повторний матч
| 26 жовтня 1966 |

| Реал Мадрид | 0:2      | Пеньяроль                   |
| ----------- | -------- | --------------------------- |
|             | Протокол | Роча 30' (пен.) Спенсер 41' |

| Сантьяго Бернабеу, Мадрид Глядачів: 71 063 Арбітр: Кончетто Ло Белло |

|  |  |

| В                |  | Антоніо Бетанкорт       |
| З                |  | Ігнасіо Соко            |
| З                |  | Мануель Санчіс Мартінес |
| З                |  | Піррі                   |
| З                |  | Антоніо Кальпе          |
| ПЗ               |  | Педро де Феліпе         |
| ПЗ               |  | Фернандо Серена         |
| ПЗ               |  | Рамон Гроссо            |
| ПЗ               |  | Мануель Веласкес        |
| Н                |  | Амансіо Амаро           |
| Н                |  | Франсіско Хенто         |
| Головний тренер: |  |                         |
| Мігель Муньйос   |  |                         |

| В                |  | Ладислао Мазуркевич  |
| З                |  | Хуан Вісенте Лескано |
| З                |  | Луїс Альберто Варела |
| З                |  | Табаре Гонсалес      |
| ПЗ               |  | Нестор Гонсальвес    |
| ПЗ               |  | Омар Каетано         |
| ПЗ               |  | Хуліо Аббаді         |
| ПЗ               |  | Хуліо Сесар Кортес   |
| Н                |  | Альберто Спенсер     |
| Н                |  | Педро Роча           |
| Н                |  | Хуан Хоя             |
| Головний тренер: |  |                      |
| Роке Масполі     |  |                      |